# 레닌그라드 록 클럽

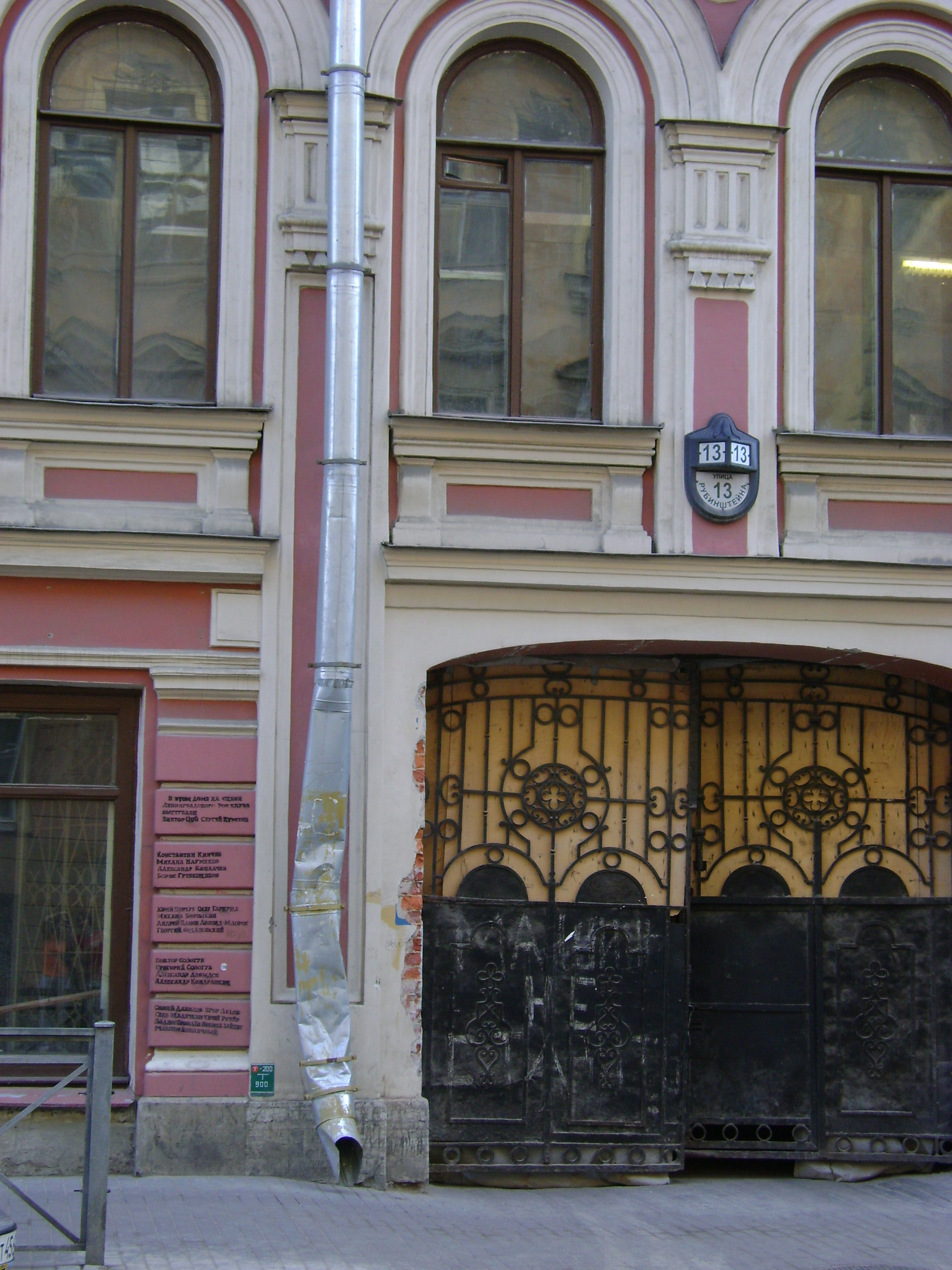
2009년 건물

레닌그라드 록 클럽(러시아어: Ленинградский рок-клуб)은 1980년대 레닌그라드의 역사적인 음악 공연장으로, 시내 중심부 루빈스테인 거리에 위치했다. 1981년에 개장하여 콤소몰과 KGB의 감독을 받았으며, 레닌그라드 최초의 합법적인 록 음악 공연장이 되었다. 전반적으로, 소련에서 가장 큰틀:According to whom 록 공연장으로 러시아 록의 발전에 영향을 미쳤다.
레닌그라드 록 클럽의 사례는 한때 전국 여러 도시와 심지어 마을의 열성적인 사람들에게 영감을 주어 자신만의 록 클럽을 만들도록 했다(가장 유명한 공연장은 모스크바 록 연구소, 스베르들롭스크 록 클럽이었다).

## 역사
레닌그라드는 소련의 록 음악 중심지였다. 이는 핀란드와 지리적으로 가깝기 때문에 서구 음악에 더 쉽게 접근할 수 있었기 때문일 수 있다. 록 클럽을 만들려는 시도는 1973년 일찍이 시작되었지만, 대부분 성공적이지 못했다.
1981년 3월 7일, 레닌그라드 록 클럽은 레닌그라드 연합-연합 아마추어 창의성 하우스(LMDST)에서 결성되었다. LMDST를 소유한 노동조합과의 연계로 합법적으로 콘서트를 조직하고 사법기관의 관심을 피할 수 있었다. 지역 노동조합 협의회는 장비에 1만 5천 루블을 할당했다. 클럽에서는 록 미학, 록 시, 리듬 스튜디오에 대한 세미나를 개최했다.
소련 작곡가 연맹과 유사하게 조직되어 가사를 검열하고 공연 허가를 발급하여 밴드가 너무 논란이 되는 것을 만들지 못하게 하려는 의도였다. 그러나 음악가들에게 만나고, 공연하고, 음악을 논의할 장소를 제공함으로써 클럽은 전례 없는 창조적 자유를 제공하고 러시아 록 혁명을 이끄는 데 기여했다. 클럽에서 공연할 수 있는 밴드에는 역사 대부분 동안 제한이 있었고, 그룹은 위원회 앞에서 오디션을 봐야 했다. 회원 카드 1호는 비틀즈 팬 콜랴 바신에게 발급되었다.

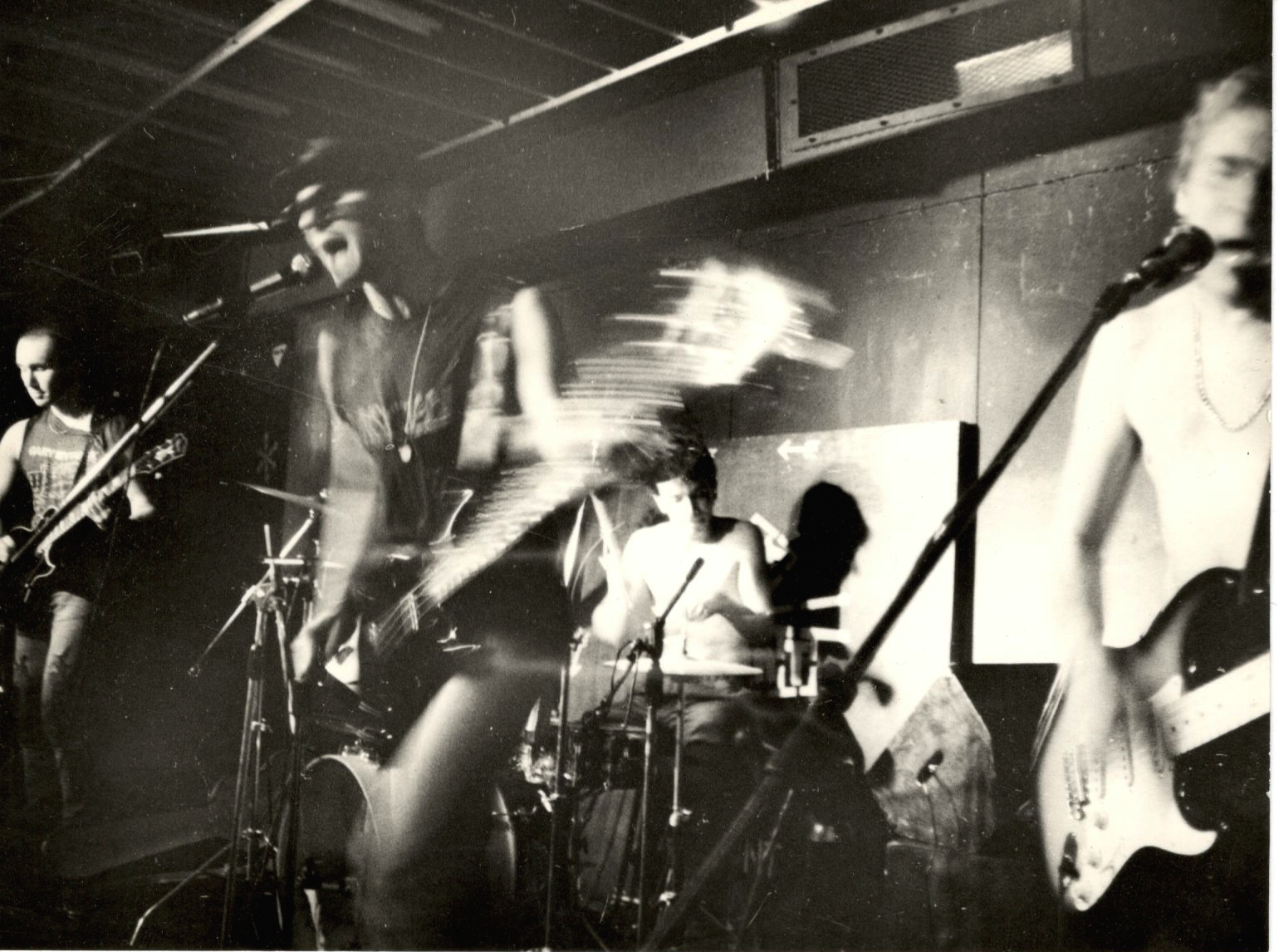
"이그리" 공연. 1980년대 후반.

록 클럽은 콘서트 및 축제 활동에 참여했다. 축제에서 록 클럽 밴드는 암묵적인 규칙에 따라 대중과 심사위원에게 새로운 프로그램을 선보여야 했다. 첫 록 클럽 축제는 1983년에 열렸으며, 그 이후 록 클럽이 문을 닫을 때까지 매년 개최되었다. 당시 록 클럽은 "키노", "알리사", "텔레비조르", "팝-메커닉스" 등과 같은 그룹을 발굴했다. "오로라" 잡지에 글을 기고한 알렉산드르 지틴스키는 축제에 자주 참석했다.
클럽은 KGB, 공산당, 콤소몰 공산주의 청년 단체의 감시를 받았다. 지틴스키와 LRC의 영구 회장인 니콜라이 미하일로프에 따르면, KGB 감독관들은 "많은 압력을 가하지 않았다"(그들 중 한 명은 LMDST의 감독관과 결혼하기도 했다). 더욱이 조지 구니츠키는 "록커들은 완전히 예측 불가능한 청중이었다. KGB는 계속해서 낙담하며 록 클럽을 감독했지만, 이는 보고서에만 좋은 지표를 제공했다"고 언급했다. 1980년대 중반과 후반에 LRC에 대한 행정 통제가 약화되기 시작했고, 이념적 의심으로 인해 이전에 단순히 입장이 불가능했던 그룹들인 "아프토마티체스키예 우도블레트보리텔리", "유고-자파드" 등이 클럽에 수용되었다.
1988년, 스콜피언스는 레닌그라드 록 클럽에서 공연했다.
1989-1991년에 록 클럽은 두 가지 주요 프로모션을 개최할 수 있었다. 1989년에 LRC는 덴마크, 스웨덴, 노르웨이, 그린란드 및 아이슬란드의 소련 청년과 청년들을 결합하는 것을 목표로 하는 국제 운동 "넥스트-스톱 록 앤 롤(Next-stop Rock and Roll)"에 참여했다. 소련과 덴마크 밴드가 참여한 더블 라이브 앨범 "라이카(Laika)"가 발매되었다. 1991년에는 LRC 10주년 기념 축제가 열렸다.
클럽은 1991년에 사실상 문을 닫았다.

## 영향
레닌그라드 록 클럽은 소련에서 전례 없는 규모의 청중에게 새로운 서구 음악 형태에 대한 접근을 제공했다. 이는 소련 내 록 산업의 출현으로 이어졌다. 이 클럽의 공연자들은 투어를 다니고, 텔레비전에 출연하며, 그들의 노래가 라디오에서 재생되기 시작했다. 이는 소련에서 서구 문화의 중요성이 커지는 일부분이었다.
그러나 일부 음악가들은 레닌그라드 록 클럽이 가져다준 주류 명성과 인정을 싫어했다. 아쿠아리움의 보리스 그레벤시코프는 뉴욕 타임스와의 인터뷰에서 "우리는 이제 너무 공식적이 되었고, 너무 마음을 사로잡아서 예전에 우리와 함께했던 사람들은 우리를 확신하지 못합니다."라고 말했다. "아무도 시스템이 변했다고 믿지 않습니다. 그들은 우리가 변했을 것이라고 생각합니다." 레닌그라드 록 클럽은 일부 예술가들에게 소련 정부에 대한 순응의 표시로 여겨졌다. 러시아 작곡가이자 멀티악기 연주자이며 러시아 록 음악의 초기 연주자 중 한 명인 알렉산드르 그라츠키는 1989년 "룸바" 잡지에서 이 입장에 대해 다음과 같이 언급했다.
가령 백 명의 음악가가 있다고 하자. 당연히 어떤 사람은 더 잘 연주하고, 어떤 사람은 더 못 연주한다. 시간이 지나면서 더 잘 연주하는 사람은 대중에게 인기를 얻고 사람들이 그를 보고 싶어 하기 때문에 그의 예술에 대한 대가를 받기 시작한다. 그러면 그는 더 못 연주하는 사람들에게 "팔렸다"고 여겨진다. 그것은 세상만큼이나 오래된 이야기다. 그리고 내가 인정받지 못한 천재라고 하는 일반적인 추측은, 예를 들어 "노틸러스 폼필리우스"가 콘서트당 7천 [루블]을 받기 시작하면서 끝난다. 결국 노틸러스도 그들에게 팔린 셈이다...

텔레비조르, 키노, 알리사, 아쿠아리움, 주파르크, 피크닉, 오토매틱 새티스파이어스, DDT, NEP, 그리고 그라즈단스카야 오보로나는 (공식적으로) 레닌그라드 록 클럽과 관련된 그룹 중 일부였다.

## 비판
그 당시 록 문화 사람들과 소통하는데, 그들은 존경받을 만하다. 하지만 [서구] 록 음악이 우리에게 유입되기 시작했을 때, 사람들은 무엇이든 하고 싶어 했다. 그들은 소련적인 것은 아무것도 원하지 않았고, TV를 보지도 않았으며, 그것을 끔찍하다고 생각했다. 그리고 이제 시간이 흘러 모든 쓰레기가 떨어져 나갔다. 그리고 만약 현대인이 폴라드 뷜뷜올루의 트랙을 듣고 레닌그라드 록 클럽의 최고 대표자들과 비교한다면, 그는 "여러분, 그때의 것을 들어봤어야 했어요"라고 말할 것이다. 우리는 보이지 않는 적과 너무 많이 싸웠다. —드미트리 나우모프, "버트만"

## 더 읽어보기
- Herbert, Alexander (2019). 《What About Tomorrow? An Oral History of Russian Punk from the Soviet Era to Pussy Riot》. Microcosm Publishing. 288쪽. ISBN 978-1621064046.
- Ryback, Timothy W. (1990). 《Rock around the bloc : a history of rock music in Eastern Europe and the Soviet Union》. New York : Oxford University Press. ISBN 978-0-19-505633-4.
- Steinholt, Yngvar Bordewich (2005). 《Rock in the reservation : songs from Leningrad Rock Club 1981-86》. Mass Media Music Scholars' Press. ISBN 978-0-9701684-3-6.
- Troitsky, Artemy (1988). 《Back in the USSR : the true story of rock in Russia》. Boston : Faber and Faber. ISBN 978-0-571-12997-3.